# Clavaria musculospinosa
Clavaria musculospinosa är en svampart som beskrevs av R.H. Petersen 1988. Clavaria musculospinosa ingår i släktet Clavaria och familjen fingersvampar.   Inga underarter finns listade i Catalogue of Life.